# Трг бана Јелачића
Трг бана Јелачића (од 1947. до 1990. године Трг републике) је главни загребачки трг. Њиме доминира статуа бана Јосипа Јелачића, данас окренута према југу. Када је статуа, у доба Аустроугарске монархије, први пут постављен на овај исти трг, гледао је према северу, према Мађарима.
На источној страни трга налази се савремена верзија Мандушевца, или Мандушиног зденца. Према легенди, Загреб је добио име по лепој Мандуши која је, заграбивши воде из тог зденца, напојила војску која је туда пролазила.
Трг се није одувек налазио у кругу града, већ је био празна пољана испод зидина Градеца и Каптола, на којој су живели дошљаци којима је приступ граду био забрањен. Ширењем града на Илицу и Стару Влашку и Трг бана Јелачића је постао најужи део града.
На тргу се данас налазе кафане Piccolo mondo, Градска кафана и Мала кафана као и популарни бар Тантра.

## Галерија
- Трг на разгледници из 1880.
- Трг новембра 1918. при уласку српске војске
- Трг данас